# 赵化勇
赵化勇（1948年12月—），男，汉族，籍贯江苏铜山，生于安徽天长，中国中央电视台原台长。

## 生平
生于苏皖边区天高县（现安徽省天长市），原籍江苏铜山，毕业于天长中学，1972年2月在天长县跃进社插队、任教师时加入中国共产党，后进入复旦大学学习，复旦大学新闻系毕业。曾任国家广播电影电视总局党组成员，中国中央电视台台长、分党组书记。2012年12月任中国电视艺术家协会第五届主席。
曾任第十届全国人大代表。2008年，当选第十一届全国政协常务委员，代表新闻出版界，分入第四十四组。
2009年2月9日，中華人民共和國國務院認定中央电视台电视文化中心火灾事件為責任事故，赵化勇被行政降级、党内严重警告处分。